# Райка золотава
Райка золотава (Litoria aurea) — вид земноводних з роду австралійської райки родини Pelodryadidae.

## Опис

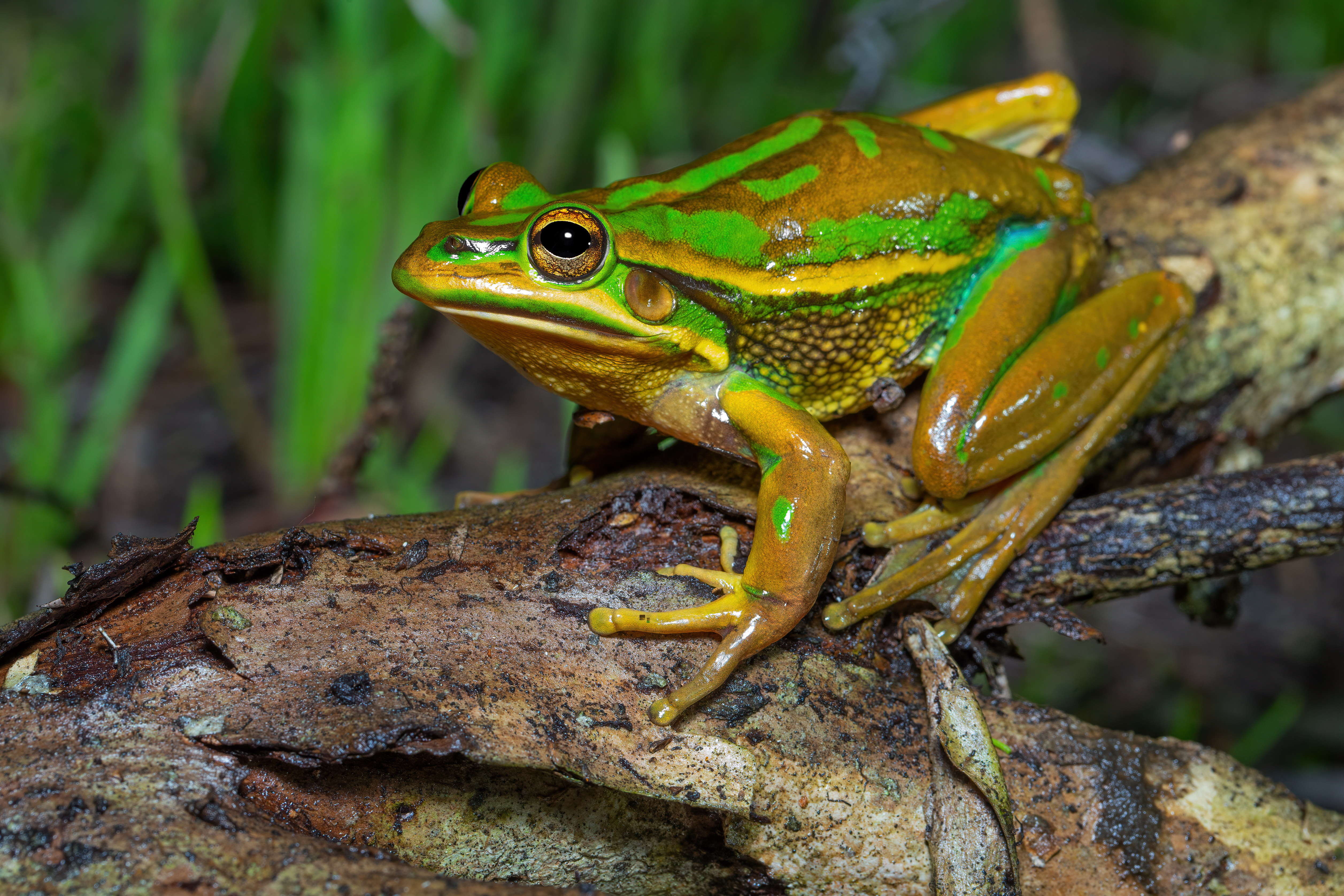
Litoria aurea, Ньюїнгтон, Новий Південний Уельс

Загальна довжина досягає 5,7—10,8 см. Спостерігається статевий диморфізм: самиці більші за самців. Зовні нагадує водяну ропуху. Особливістю є дуже малі подушечки на пальцях, а з боків тіла тягнуться поздовжні «валики». Спина має зелений фон, по якому розкидані блискучі золоті плями або є золотий відлив. Внутрішня сторона стегон і гомілки мають яскраве зелено-синє забарвлення. Від ніздрів до ока тягнеться чорна смуга, боки світло-бронзово-блискучі з темним сітчастим малюнком. Черево білого кольору. Райдужна оболонка золотавого кольору. Ця райка може надзвичайно швидко змінюватися. Райка, що сидить у воді, стає майже чорною.

## Спосіб життя

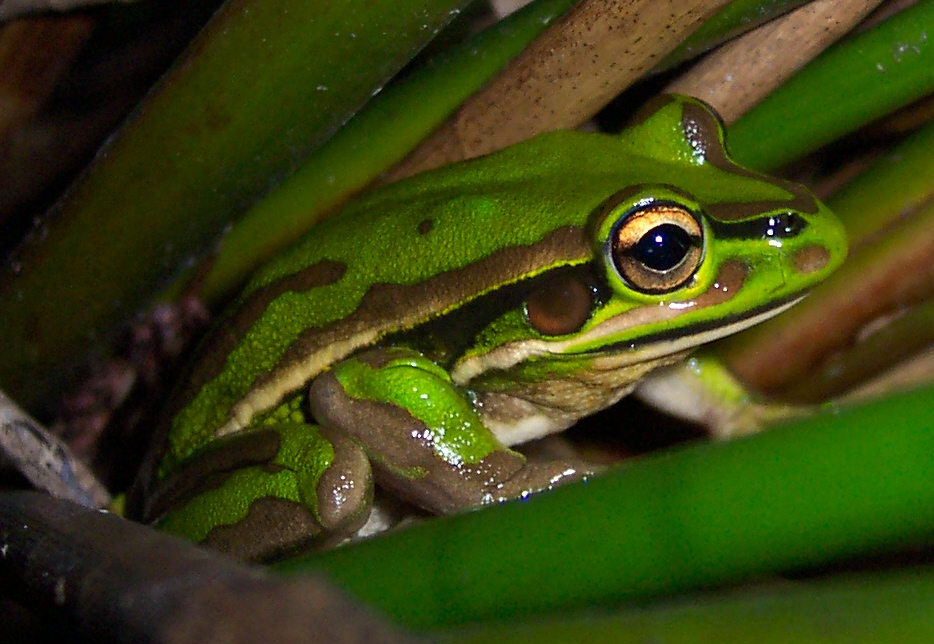
Райка золотава маскується в очеретяних заростях

Зустрічається поряд з болотами, водно-болотні угіддя, дамби, канави, невеликі річки, ліси. Часто гріється на сонці, сидячи на камінні або на листі. У пошуках сприятливого місця може долати до 1,5 км протягом дня чи ночі. Зустрічається на висоті до 800 м над рівнем моря. Активна вдень. Живиться комахами, раками, слимаками, жабами, має сильний потяг до канібалізму. Взимку діяльність цієї райки сповільнюється.
Самці досягають статевої зрілості у 9-12 місяців, самиці — у 2 роки. Парування відбувається у воді й триває від 10 хвилин до 5 днів. Самиця відкладає яйця в серпні й вересні у воду у вигляді білих пінистих грудок. За один раз відкладається до 5000 яєць. Пуголовки з'являються через 2-5 діб. Метаморфоз триває до 11 місяців.
У неволі тривалість життя золотавої райки сягає 15 років.

## Розповсюдження
Мешкає уздовж південно-східного узбережжя Австралії. Завезено до Нової Зеландії.